# Lormes
Lormes és un municipi francès, situat al departament del Nièvre i a la regió de Borgonya - Franc Comtat. L'any 2007 tenia 1.353 habitants.

## Demografia

### Població
El 2007 la població de fet de Lormes era de 1.353 persones. Hi havia 596 famílies, de les quals 260 eren unipersonals (120 homes vivint sols i 140 dones vivint soles), 196 parelles sense fills, 104 parelles amb fills i 36 famílies monoparentals amb fills.
La població ha evolucionat segons el següent gràfic:
Habitants censats

### Habitatges
El 2007 hi havia 1.008 habitatges, 629 eren l'habitatge principal de la família, 264 eren segones residències i 116 estaven desocupats. 876 eren cases i 129 eren apartaments. Dels 629 habitatges principals, 442 estaven ocupats pels seus propietaris, 169 estaven llogats i ocupats pels llogaters i 17 estaven cedits a títol gratuït; 24 tenien una cambra, 69 en tenien dues, 167 en tenien tres, 186 en tenien quatre i 182 en tenien cinc o més. 356 habitatges disposaven pel capbaix d'una plaça de pàrquing. A 313 habitatges hi havia un automòbil i a 184 n'hi havia dos o més.

### Piràmide de població
La piràmide de població per edats i sexe el 2009 era:
| Homes | Edats   | Dones |
| ----- | ------- | ----- |
| 0     | 95 o +  | 0     |
| 0     | 90 a 94 | 0     |
| 4     | 85 a 89 | 12    |
| 12    | 80 a 84 | 4     |
| 40    | 75 a 79 | 20    |
| 16    | 70 a 74 | 16    |
| 24    | 65 a 69 | 20    |
| 4     | 60 a 64 | 16    |
| 8     | 55 a 59 | 12    |
| 24    | 50 a 54 | 20    |
| 12    | 45 a 49 | 0     |
| 44    | 40 a 44 | 20    |
| 24    | 35 a 39 | 16    |
| 12    | 30 a 34 | 36    |
| 12    | 25 a 29 | 20    |
| 28    | 20 a 24 | 8     |
| 20    | 15 a 19 | 24    |
| 4     | 10 a 14 | 8     |
| 24    | 5 a 9   | 16    |
| 20    | 0 a 4   | 36    |

## Economia
El 2007 la població en edat de treballar era de 765 persones, 530 eren actives i 235 eren inactives. De les 530 persones actives 488 estaven ocupades (275 homes i 213 dones) i 42 estaven aturades (27 homes i 15 dones). De les 235 persones inactives 113 estaven jubilades, 40 estaven estudiant i 82 estaven classificades com a «altres inactius».

### Ingressos
El 2009 a Lormes hi havia 611 unitats fiscals que integraven 1.189 persones, la mediana anual d'ingressos fiscals per persona era de 15.746 €.

### Activitats econòmiques
Dels 91 establiments que hi havia el 2007, 1 era d'una empresa extractiva, 6 d'empreses alimentàries, 16 d'empreses de construcció, 20 d'empreses de comerç i reparació d'automòbils, 3 d'empreses de transport, 14 d'empreses d'hostatgeria i restauració, 1 d'una empresa d'informació i comunicació, 3 d'empreses financeres, 7 d'empreses immobiliàries, 6 d'empreses de serveis, 10 d'entitats de l'administració pública i 4 d'empreses classificades com a «altres activitats de serveis».
Dels 41 establiments de servei als particulars que hi havia el 2009, 1 era una oficina d'administració d'Hisenda pública, 1 gendarmeria, 1 oficina de correu, 2 oficines bancàries, 4 tallers de reparació d'automòbils i de material agrícola, 7 paletes, 1 guixaire pintor, 3 fusteries, 1 lampisteria, 2 electricistes, 1 empresa de construcció, 2 perruqueries, 3 veterinaris, 6 restaurants i 6 agències immobiliàries.
Dels 11 establiments comercials que hi havia el 2009, 1 era un supermercat, 1 una botiga de més de 120 m², 2 fleques, 3 carnisseries, 1 una peixateria, 1 una botiga de mobles, 1 una botiga de material de revestiment de parets i terra i 1 una joieria.
L'any 2000 a Lormes hi havia 37 explotacions agrícoles que ocupaven un total de 2.058 hectàrees.

## Equipaments sanitaris i escolars
El 2009 hi havia 1 hospital de tractaments de curta durada, 1 hospital de tractaments de mitja durada (seguiment i rehabilitació), 1 centre de salut, 1 farmàcia i 1 ambulància.
El 2009 hi havia 1 escola maternal i 1escola elemental. Lormes disposava d'un col·legi d'educació secundària amb 112 alumnes.

## Poblacions més properes
El següent diagrama mostra les poblacions més properes.